# GMC Terrain
GMC Terrain — позашляховик від компанії General Motors. Класифікується як середньорозмірний кросовер.

## Перше покоління (2009―2017)

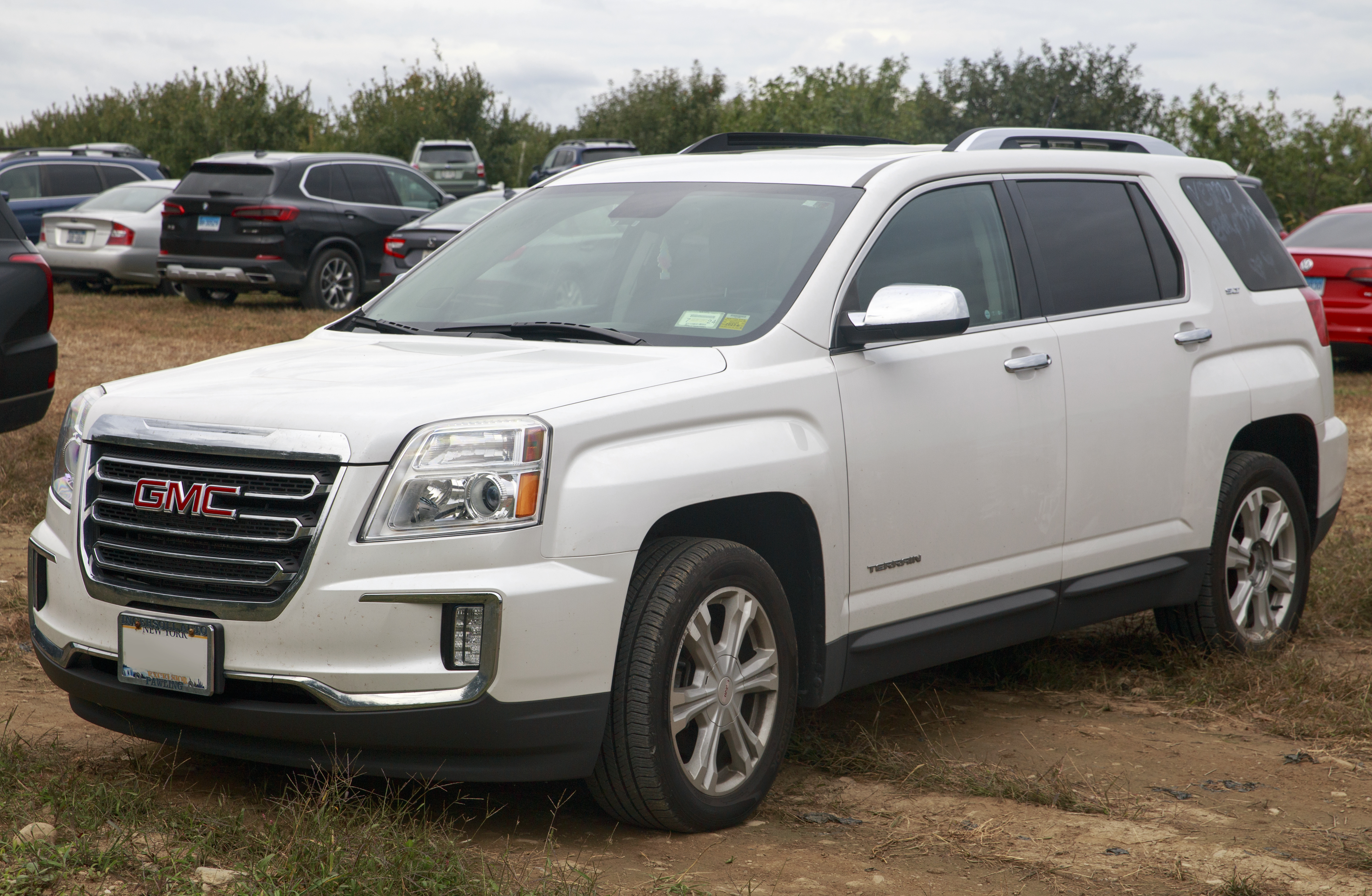
GMC Terrain (2016-2017)

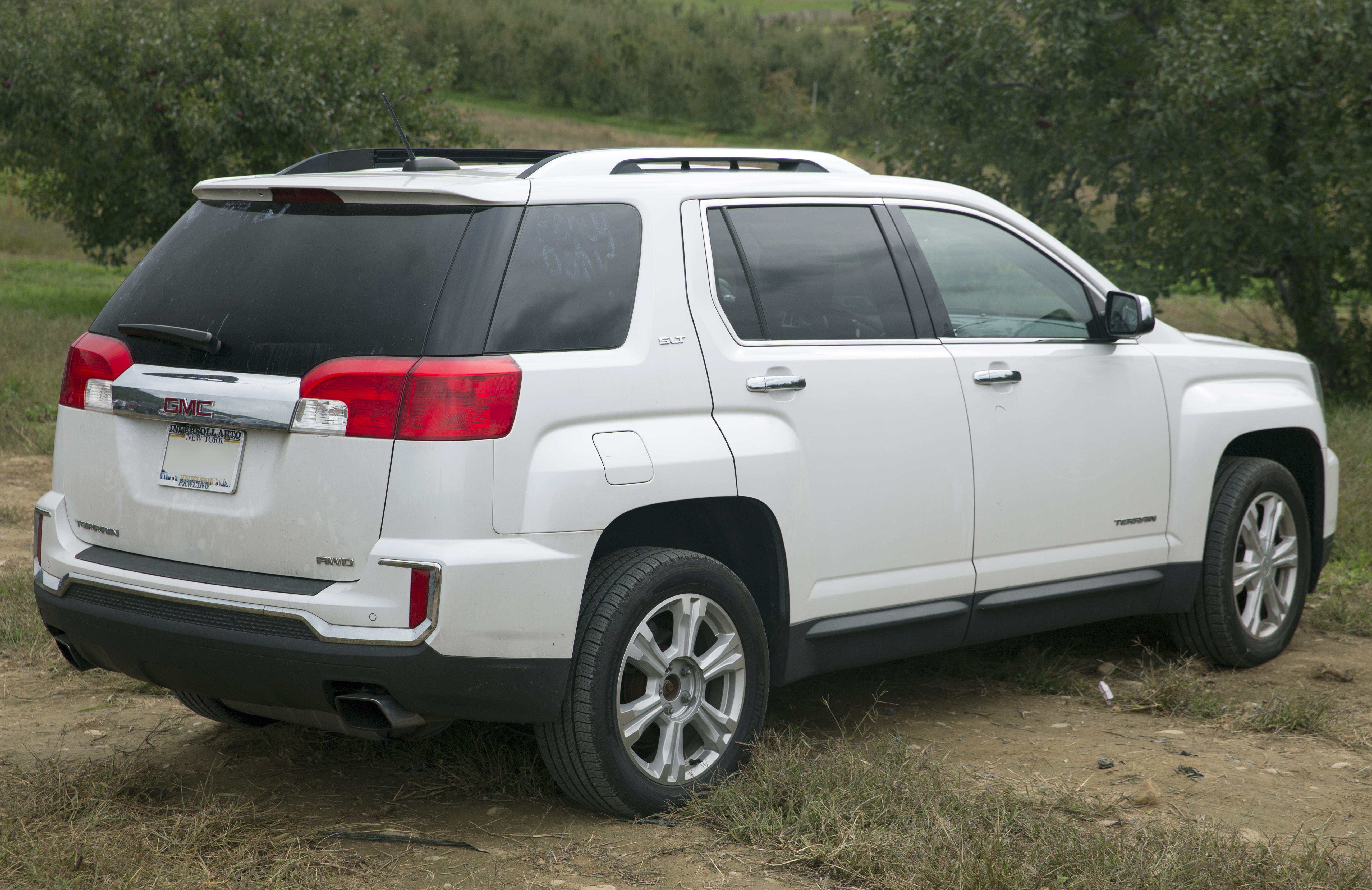
GMC Terrain

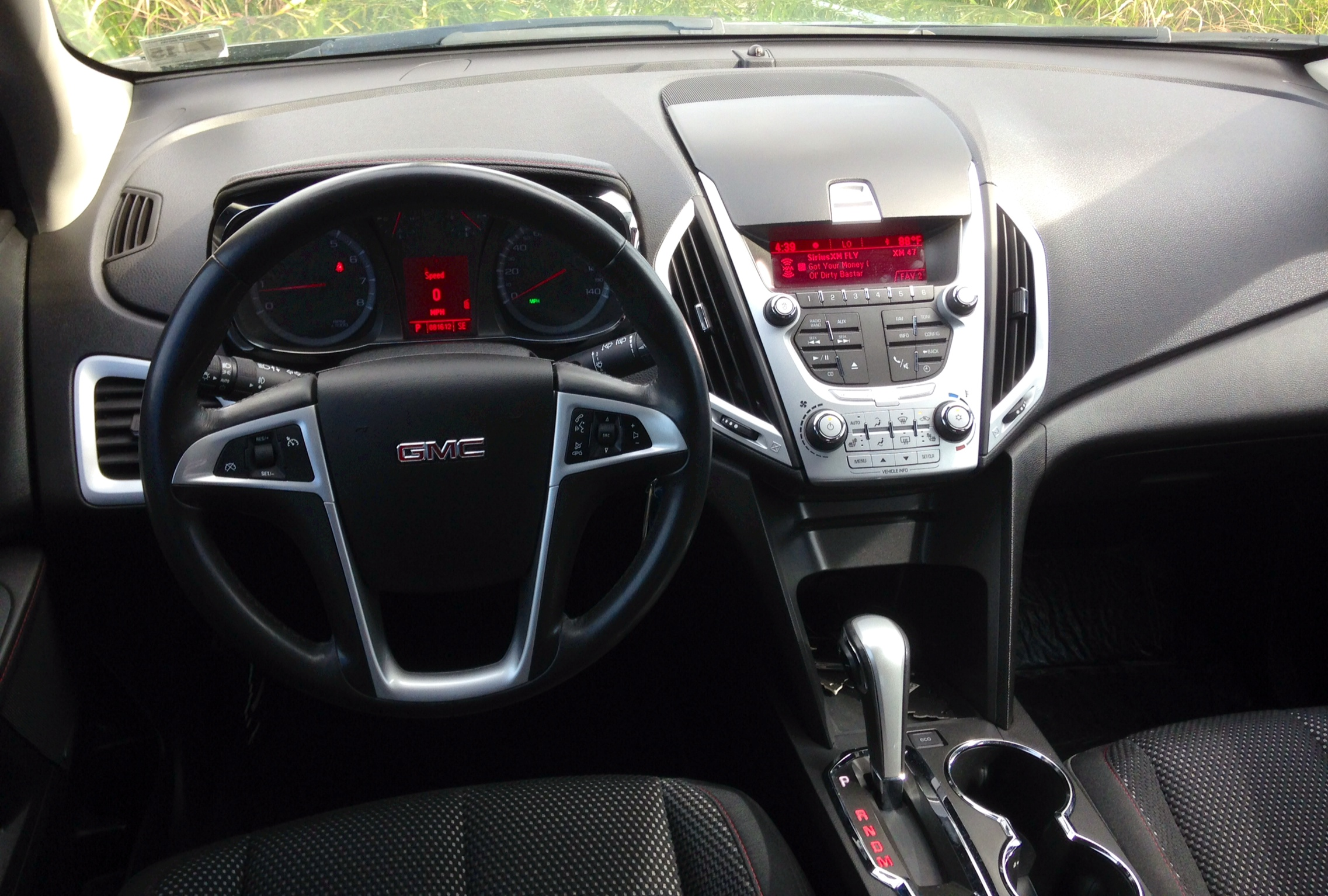
GMC Terrain

Автомобіль представлено в 2009 році і збудовано на модернізованій платформі GM Theta, що й Chevrolet Equinox другого покоління.
В 2013 році двигун 3,0 л V6 замінений на новий 3,6 л V6 потужністю 301 к.с., крім того позашляховик отримав версію Denali, яка відрізняється хромовою обробкою і поліпшеною якістю інтер'єру.
У 2016 році автомобіль піддався рестайлінгу. Зміни торкнулися решітки радіатора, бамперів, з'явилися світлодіодні денні ходові вогні, нові колісні диски, новий селектор коробки передач.
Всього виготовили більше 700 000 автомобілів першого покоління.

### Двигуни
| Роки      | Двигуни                               | Потужність         | Крутний момент |
| --------- | ------------------------------------- | ------------------ | -------------- |
| 2009–2011 | 2,4 літра Ecotec LAF Р4               | 182 к.с. (136 кВт) | 233 Нм         |
| 2012–     | 2,4 літра Ecotec LEA Р4               | 182 к.с. (136 кВт) | 233 Нм         |
| 2009–2012 | 3,0 літра High Feature LF1 или LFW V6 | 264 к.с. (197 кВт) | 301 Нм         |
| 2013–     | 3,6 літра High Feature LFX V6         | 301 к.с. (224 кВт) | 369 Нм         |

## Друге покоління (2017―2024)

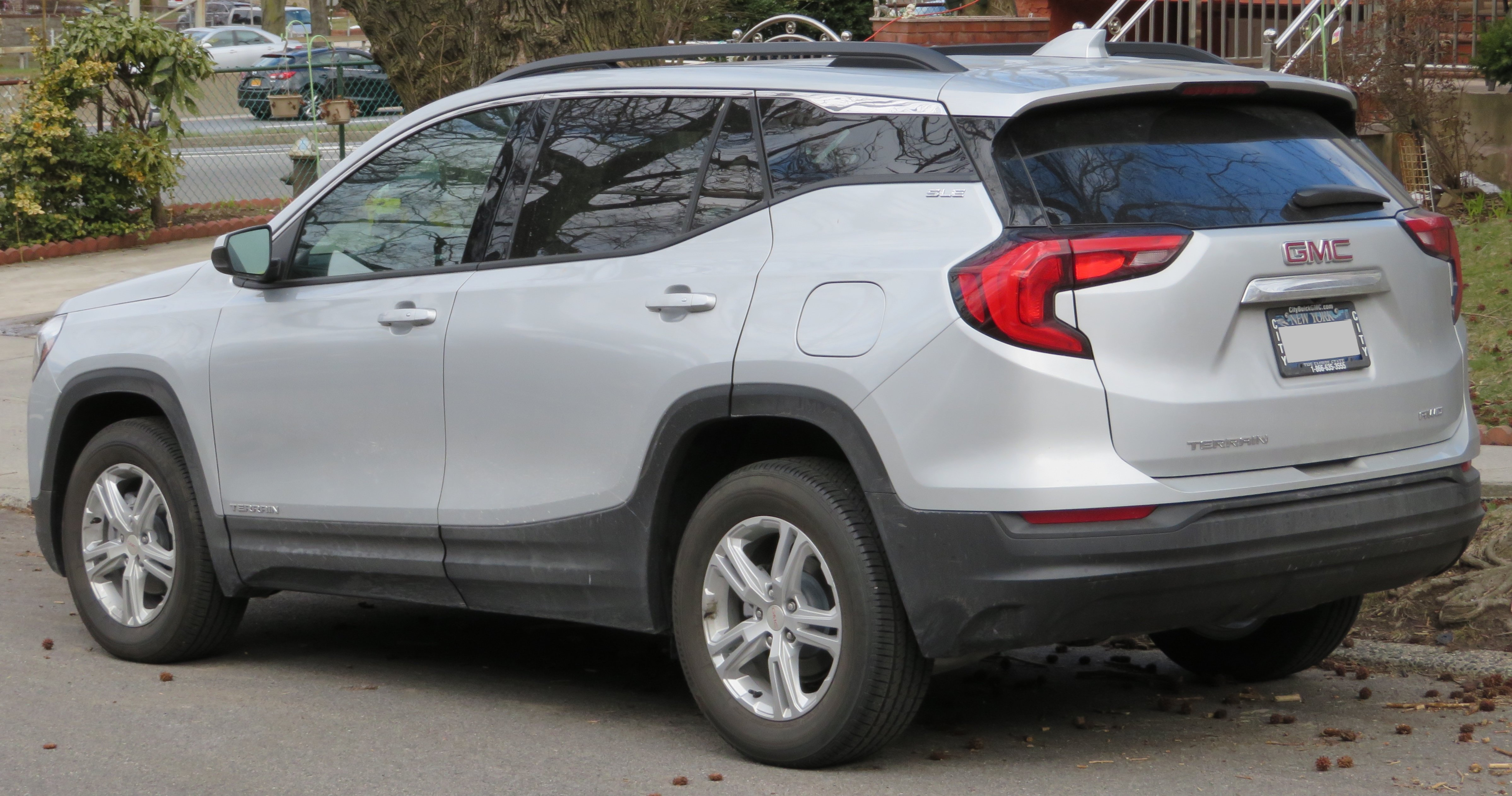
GMC Terrain II

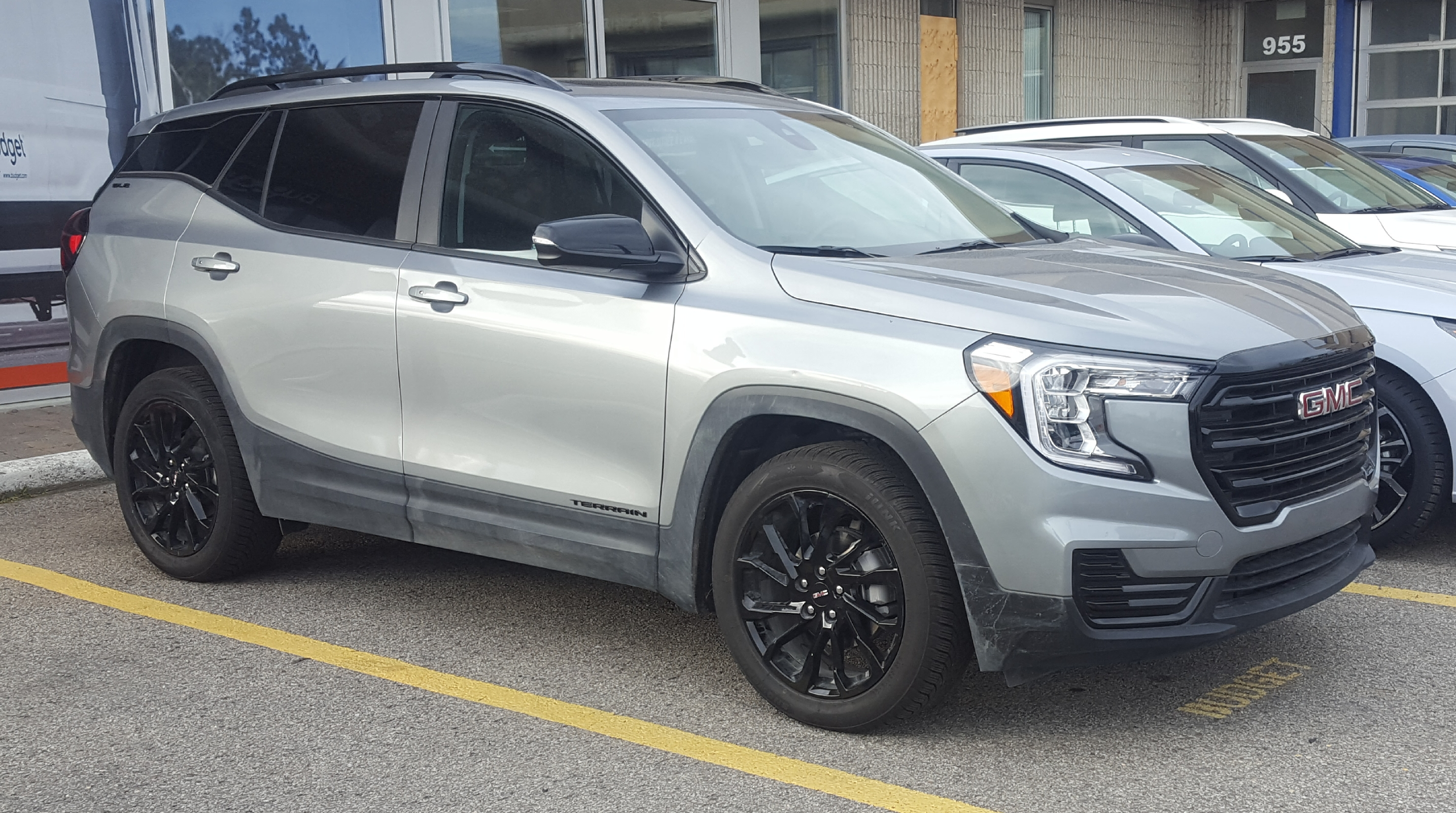
GMC Terrain II (з 2021)

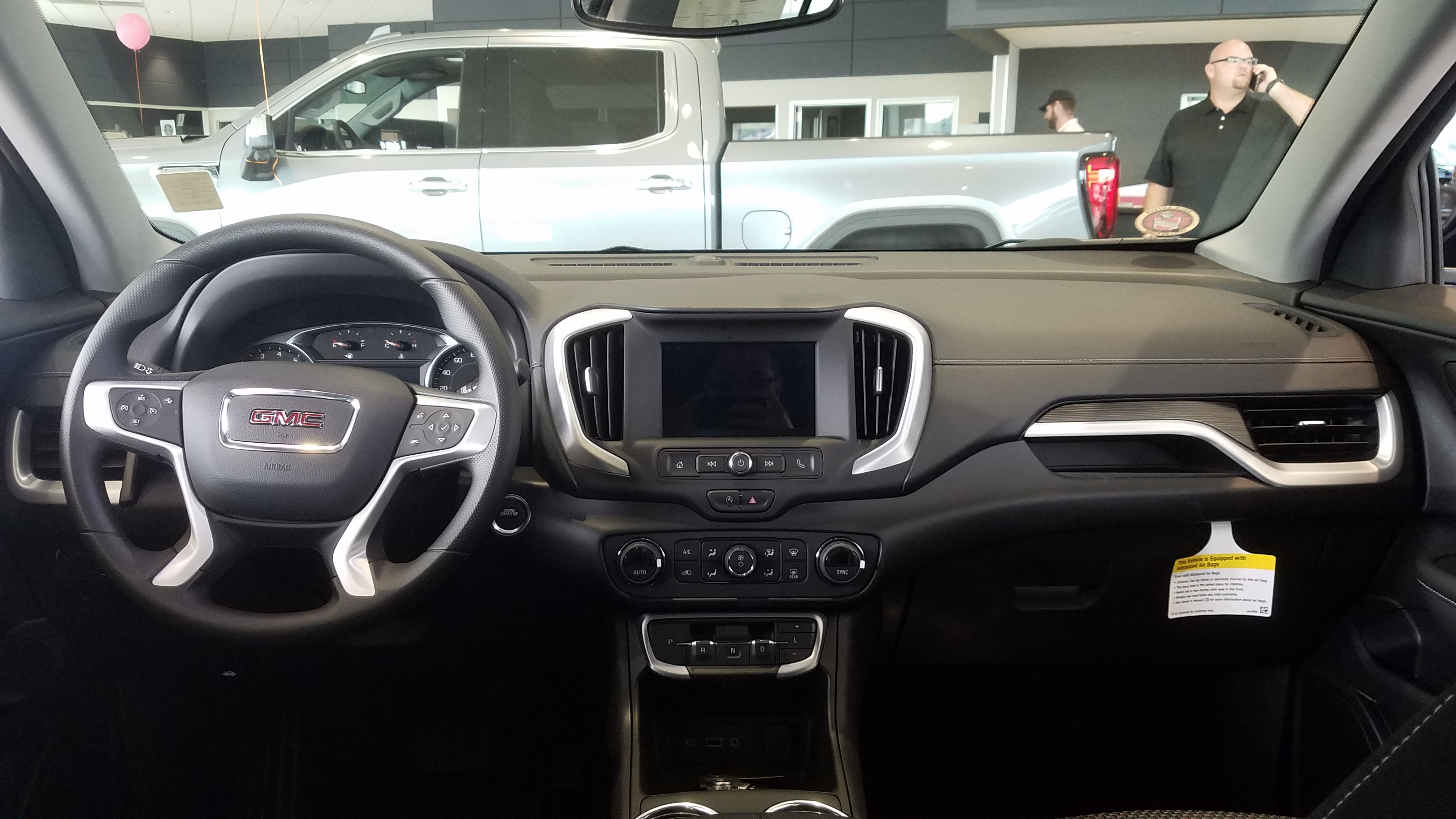

8 січня 2017 року на північноамериканському міжнародному автосалоні був представлений GMC Terrain другого покоління. Друге покоління почало продаватися влітку 2017 р, і є доступним у трьох варіантах двигуна, а також стандартних функцій, таких як 7-дюймовий сенсорний екран та світлодіодні денні фари та задні ліхтарі.
Кросовер збудовано на платформі D2XX/D2UX. З переду тут встановлені стійки McPherson і рульове управління з електричним підсилювачем. Ззаду у машини своя незалежна чотириважільна підвіска. Передньопривідний варіант з мотором 1.5 л важить всього 1509 кг.
Доступні функції включають в себе Apple CarPlay та Android Auto, можливості точки доступу Wi-Fi та технології безпеки, такі як система відеоспостереження об'ємного зору, візуальне сидіння GM, попередження зіткнення, низькошвидкісне переднє автоматичне гальмування.
У 2022 модельному році GMC оновив зовнішній вигляд та інтер'єр Terrain. Виробник додав до лінійки комплектацій  версію AT4 зі стандартним повним приводом та набором позашляхових опцій. 
Terrain 2023 пропонує 828-літровий багажник з піднятими задніми сидіннями та 1792-літровий зі складеними. 

### Двигуни
- 1.5 L LYX turbo I4
- 2.0 L LTG turbo I4
- 1.6 L LH7 turbo-diesel I4

## Третє покоління (з 2025)

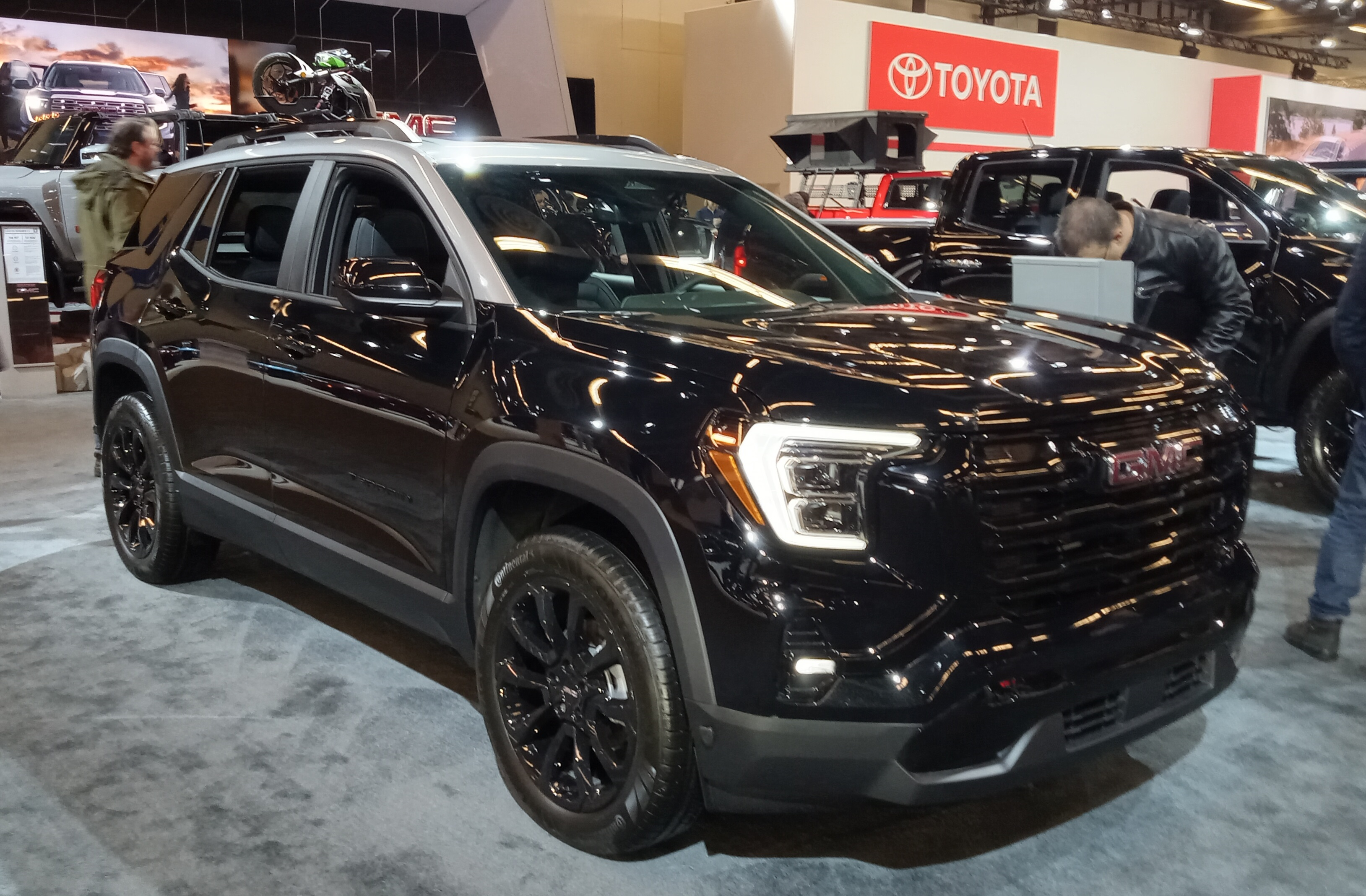
GMC Terrain III (з 2025)

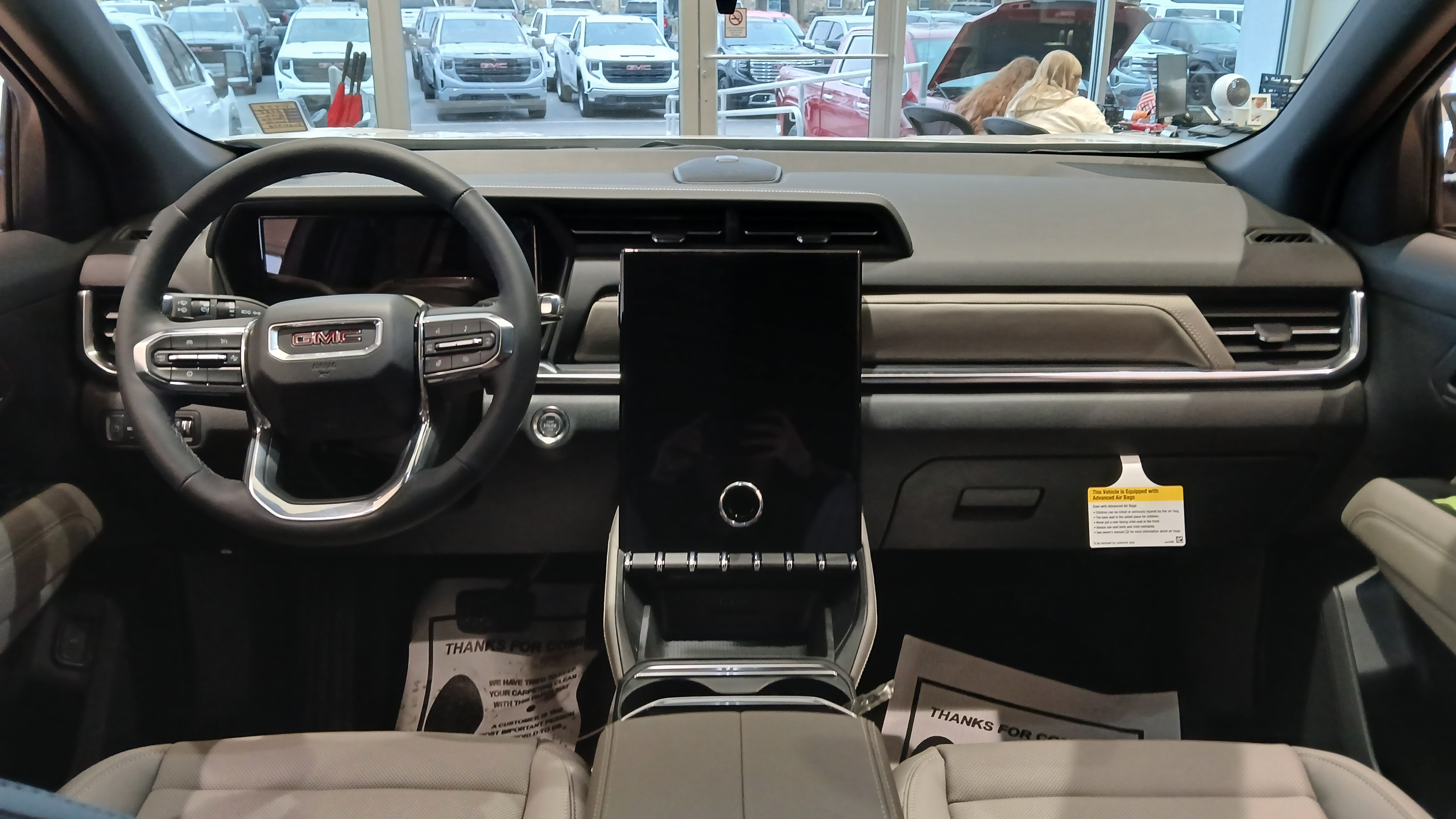

12 серпня 2024 року компанія GMC представила Terrain третього покоління.

## Продажі
| Календарний рік | Продажі (США) |
| --------------- | ------------- |
| 2009            | 14,033        |
| 2010            | 60,519        |
| 2011            | 83,179        |
| 2012            | 97,786        |